# Anna Åkesson
Anna Maria Katarina Åkesson, född 28 september 1865 i Viborg, död 5 november 1940 i Helsingfors, var en finländsk författare.

## Biografi
Åkesson var dotter till provinsialläkaren A. E. Åkesson och Matilda Boije af Gennäs. Hon utbildades vid Viborgs svenska fruntimmersskola och arbetade därefter som edsvuren översättare. Åkesson tjänstgjorde vid advokatbyrån Ivar Schröder i Viborg och var även kassör vid ålderdomshemmet vid Viipurin Diakonissalaitos(fi).
Åkesson publicerade två romaner i början av 1900-talet, som behandlade kvinnors liv och traditionens inverkan på individen.

## Verk
- Gertrud Wiede (1909)
- Under traditioners välde (1911)